# 夢前町
夢前町（ゆめさきちょう）は、かつて兵庫県の南西部、播磨（中播磨）に存在した町。飾磨郡に属した。姫路市への通勤率は39.9%（平成17年国勢調査より）。
2006年3月27日、姫路市に編入合併し、姫路市夢前町となった。

## 概要

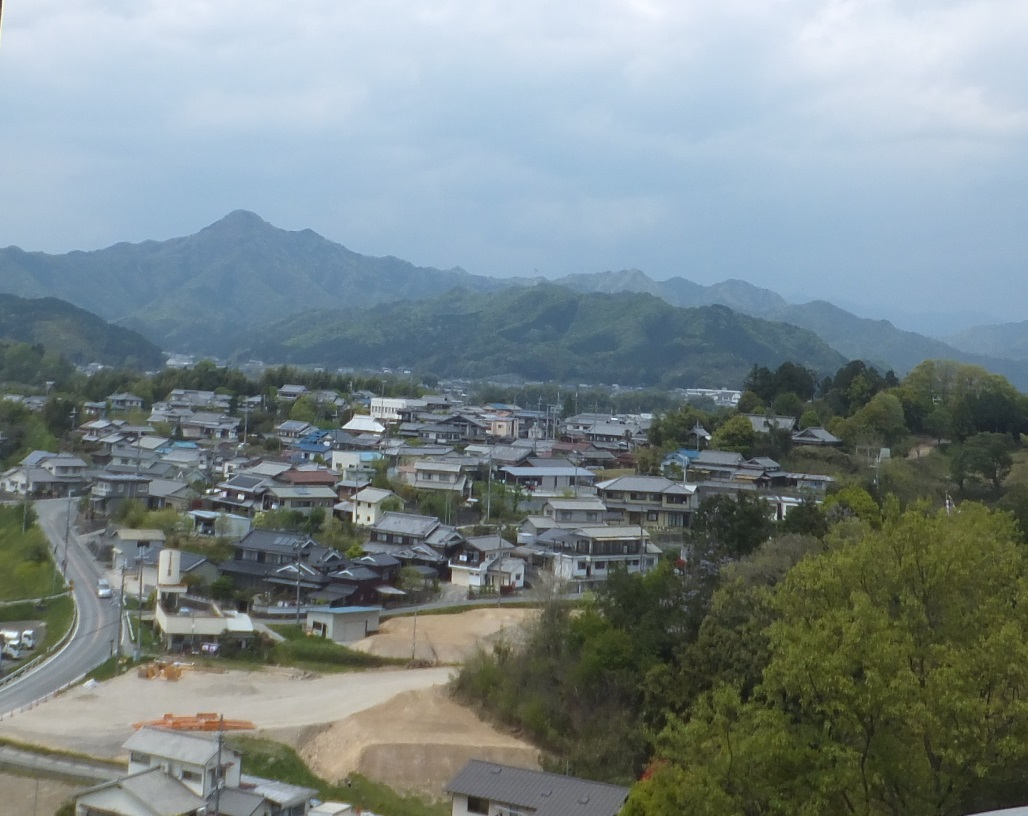
夢前町中心部
前之庄で撮影

姫路市の北側にある街であり、全国で唯一「夢」が付く市町村であったことから、「夢のある町」をキャッチフレーズにしていた。
夢前川・菅生川の中流と上流に位置する。主力産業として観光地として、弥勒寺、置塩城跡、塩田温泉、雪彦山、賀野神社などがある。
町域中央を中国自動車道 南端を山陽自動車道が東西に横断している。

## 地理
- 山: 雪彦山、明神山（播磨富士）
- 河川: 夢前川[2]、菅生川[2]

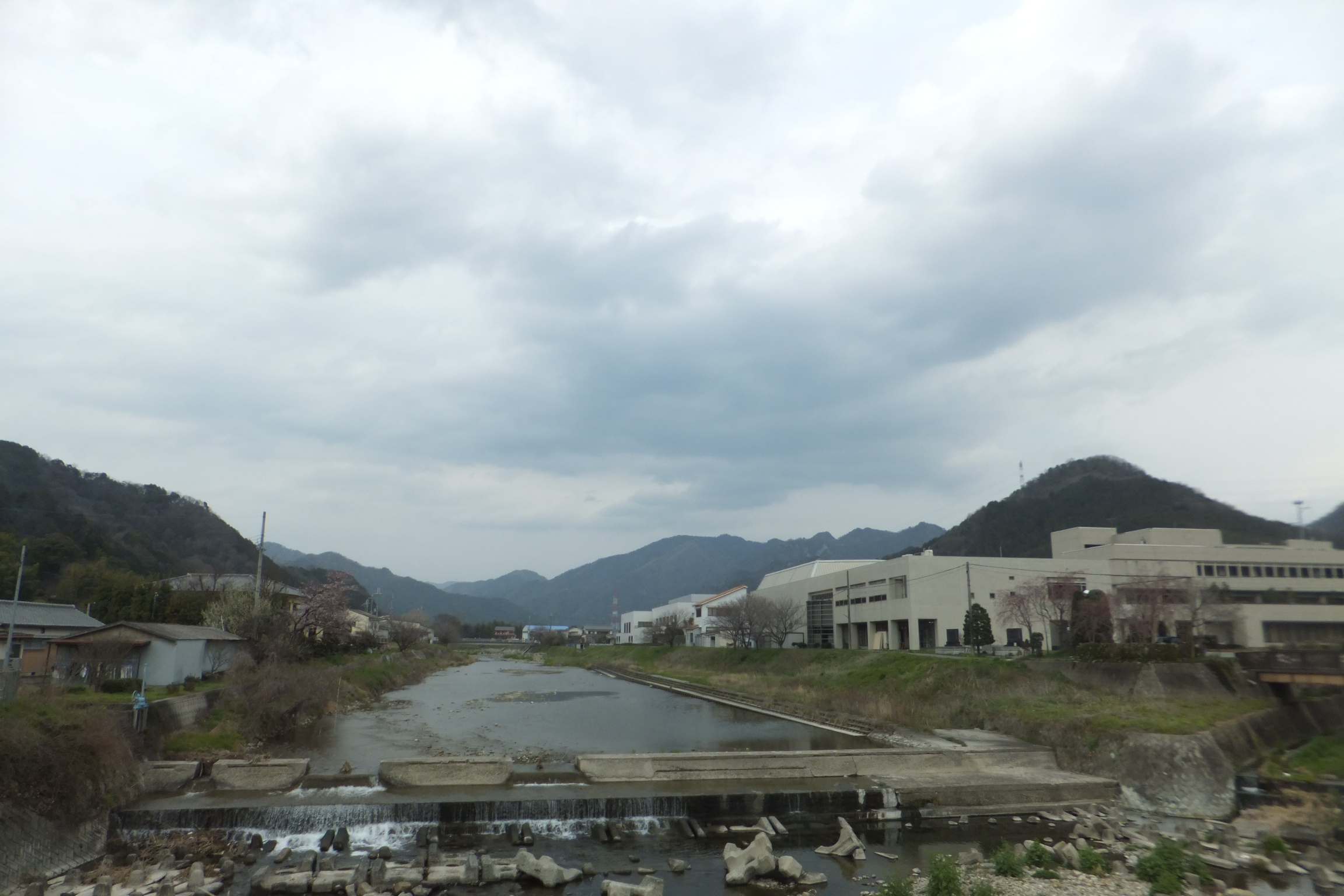
夢前川

### 地名の由来
- 町内を流れている夢前川の「夢前」である[2]。

### 人口
- 合併当初は約1万4000人ほどであったが、姫路市のベッドタウンとして約2万2000人ほどに増加した。しかし姫路市との編入合併直前は約2万人ほどになっていた。

### 広ぼう
- 南北25 km、東西10 km に広がる内陸の町。

### 隣接していた自治体（廃止当時）
- 姫路市
- 宍粟市
- 宍粟郡安富町
- 神崎郡神河町
  - 市川町
  - 福崎町
  - 香寺町

## 歴史
- 1955年（昭和30年）7月1日 - 置塩村・鹿谷村・菅野村が合併して発足[2]。
- 1962年（昭和37年）12月 - 町章を制定[4]。
- 2006年（平成18年）3月27日 - 姫路市に編入。同日飾磨郡廃止。

## 行政
- 町長：爲則 政好（ためのり まさよし；2001年5月28日から、5期目）

## 経済

### 産業
- 主な産業
  - 林業: 竹炭
  - 農業: 酒米
  - 養鶏
  - 手工業: 姫革細工
- 産業人口
  - 第1次産業 585人(5.7%)
  - 第2次産業 3,978人(38.5%)
  - 第3次産業 5,612人(54.3%)

## 姉妹都市・提携都市

### 国内
- 添田町（福岡県）
- 弥彦村（新潟県）

## 地域

### 大字

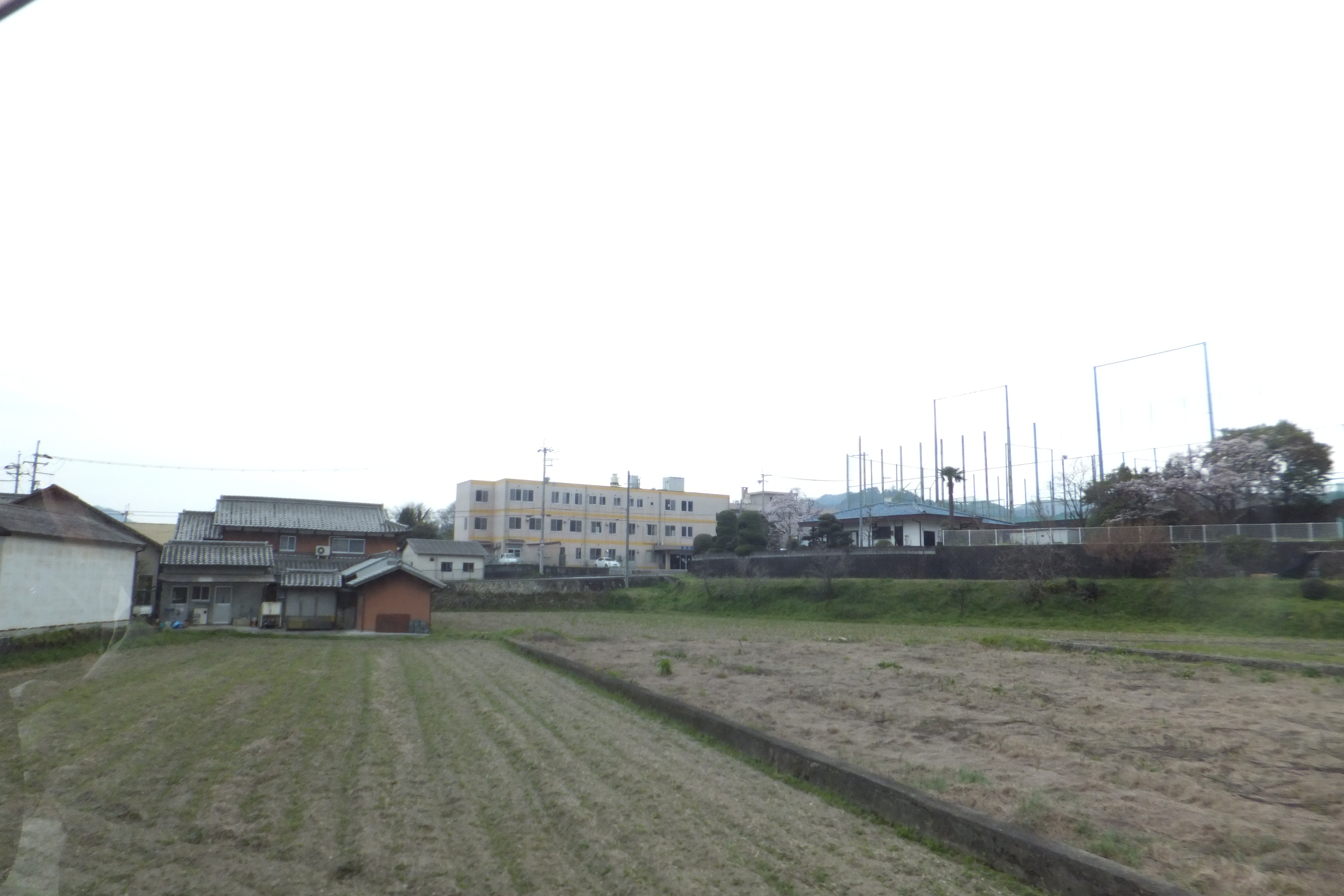
鹿谷地区の街並み
前之庄で撮影

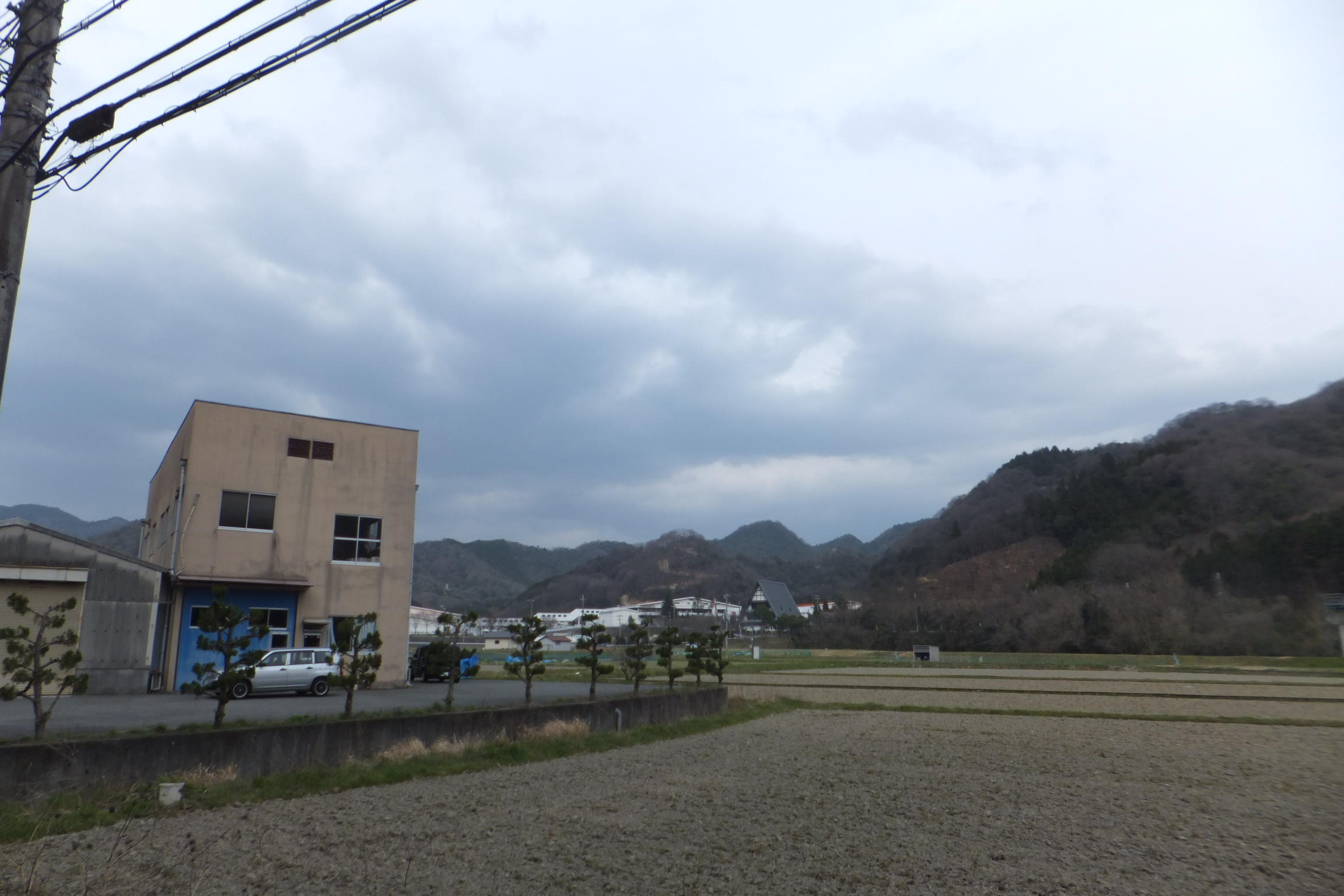
置塩地区の街並み
置本で撮影

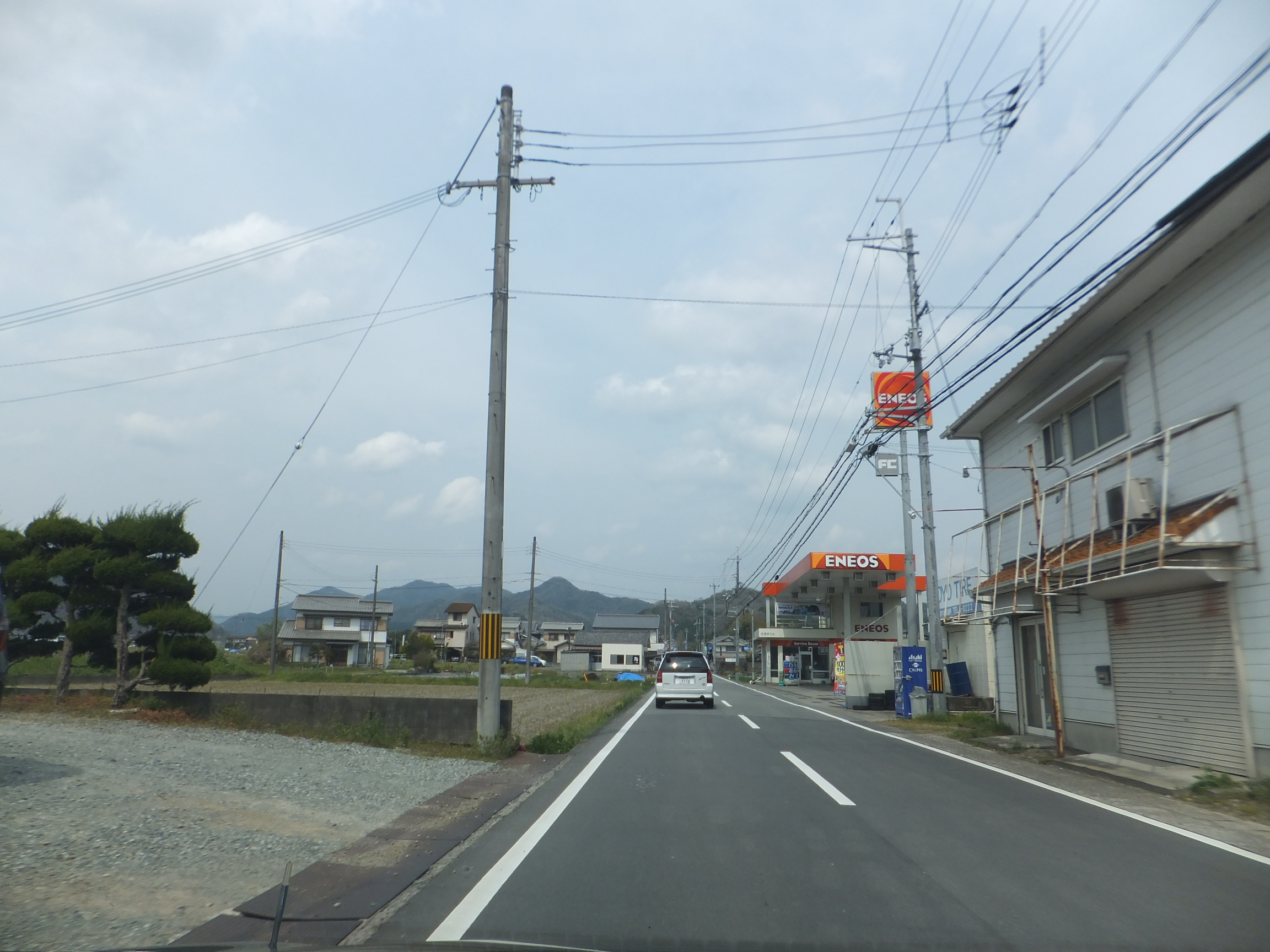
菅野地区の街並み
菅生澗で撮影

- 姫路市に編入後は「姫路市夢前町○○」に変更される。

| 郵便番号 | 大字名   |
| -------- | -------- |
| 671-2133 | 芦田     |
| 671-2106 | 莇野     |
| 671-2114 | 糸田     |
| 671-2122 | 置本     |
| 671-2117 | 高長     |
| 671-2136 | 護持     |
| 671-2132 | 古瀬畑   |
| 671-2113 | 古知之庄 |
| 671-2105 | 神種     |
| 671-2112 | 塩田     |
| 671-2102 | 新庄     |
| 671-2111 | 杉之内   |
| 671-2134 | 菅生澗   |
| 671-2124 | 玉田     |
| 671-2135 | 塚本     |
| 671-2116 | 寺       |
| 671-2131 | 戸倉     |
| 671-2137 | 野畑     |
| 671-2103 | 前之庄   |
| 671-2115 | 又坂     |
| 671-2121 | 宮置     |
| 671-2123 | 山冨     |
| 671-2101 | 山之内   |

### 施設
- 夢前町役場

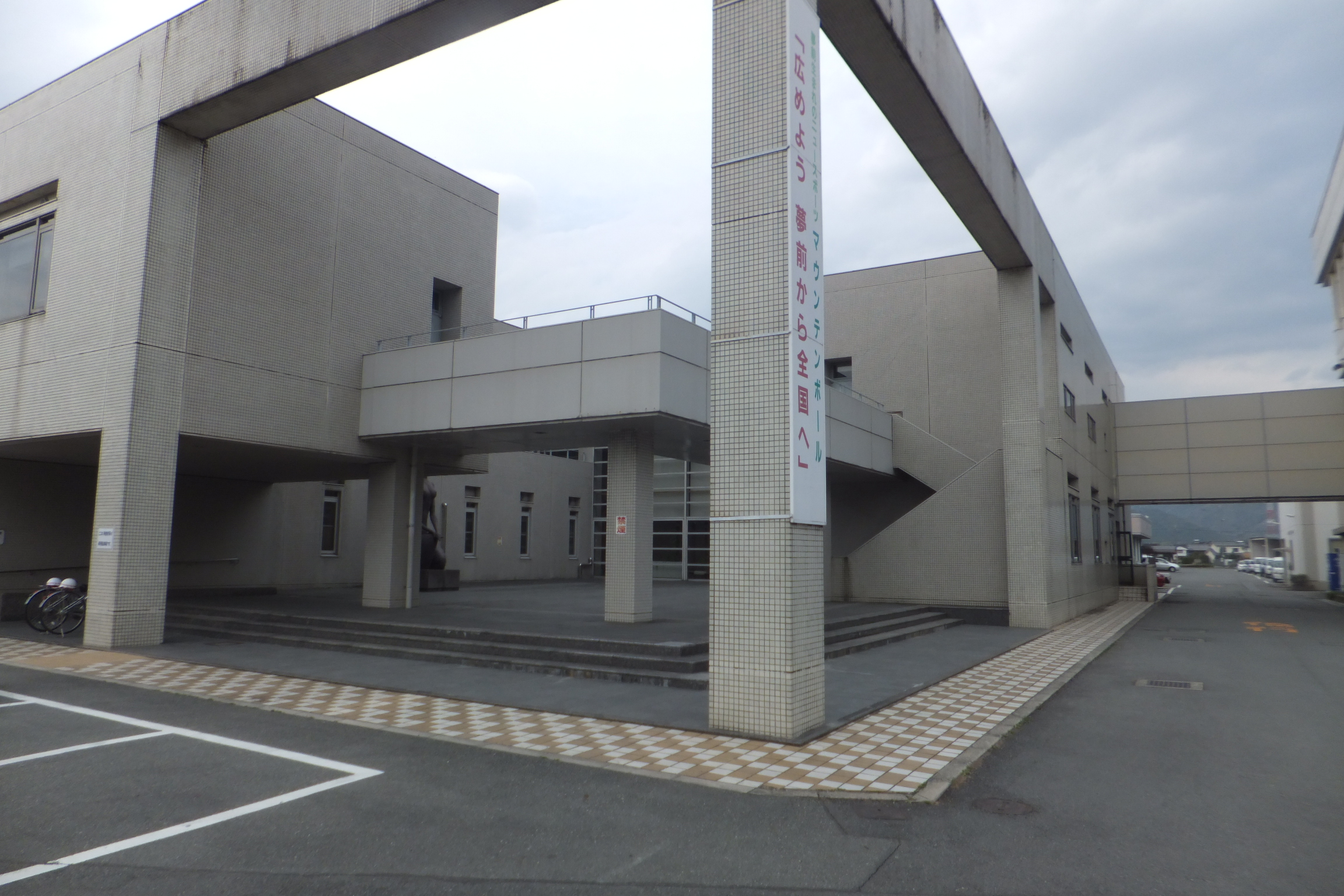
夢前町立図書館

- 夢前町立図書館

### 教育
| 幼稚園                  | 小学校                           | 中学校             |
| ----------------------- | -------------------------------- | ------------------ |
| 莇野幼稚園              | 夢前町立 莇野小学校              | 夢前町立菅野中学校 |
| 上菅幼稚園              | 夢前町立 上菅小学校              | 夢前町立菅野中学校 |
| 菅生幼稚園              | 夢前町立 菅生小学校              | 夢前町立菅野中学校 |
| 置塩幼稚園              | 夢前町立 置塩小学校              | 夢前町立置塩中学校 |
| 古知幼稚園(現在廃園）   | 夢前町立 古知小学校              | 夢前町立置塩中学校 |
| 前之庄幼稚園            | 夢前町立前之庄小学校             | 夢前町立鹿谷中学校 |
| 山之内幼稚園（H20休園） | 夢前町立 山之内小学校（H22廃校） | 夢前町立鹿谷中学校 |

※ 現在は町立の各校とも姫路市立
| 高等学校                           |
| ---------------------------------- |
| 兵庫県立夢前高等学校               |
| 自由ヶ丘高等学校（全寮制の男子校） |

## 交通

### 鉄道
町内を鉄道路線は走っていない。鉄道を利用する際の最寄り駅はJR西日本播但線福崎駅。

### バス
- 神姫バス

### 道路
- 高速道路
  - 中国自動車道：夢前BS
    - 現在はスマートICが併設されている。
- 都道府県道

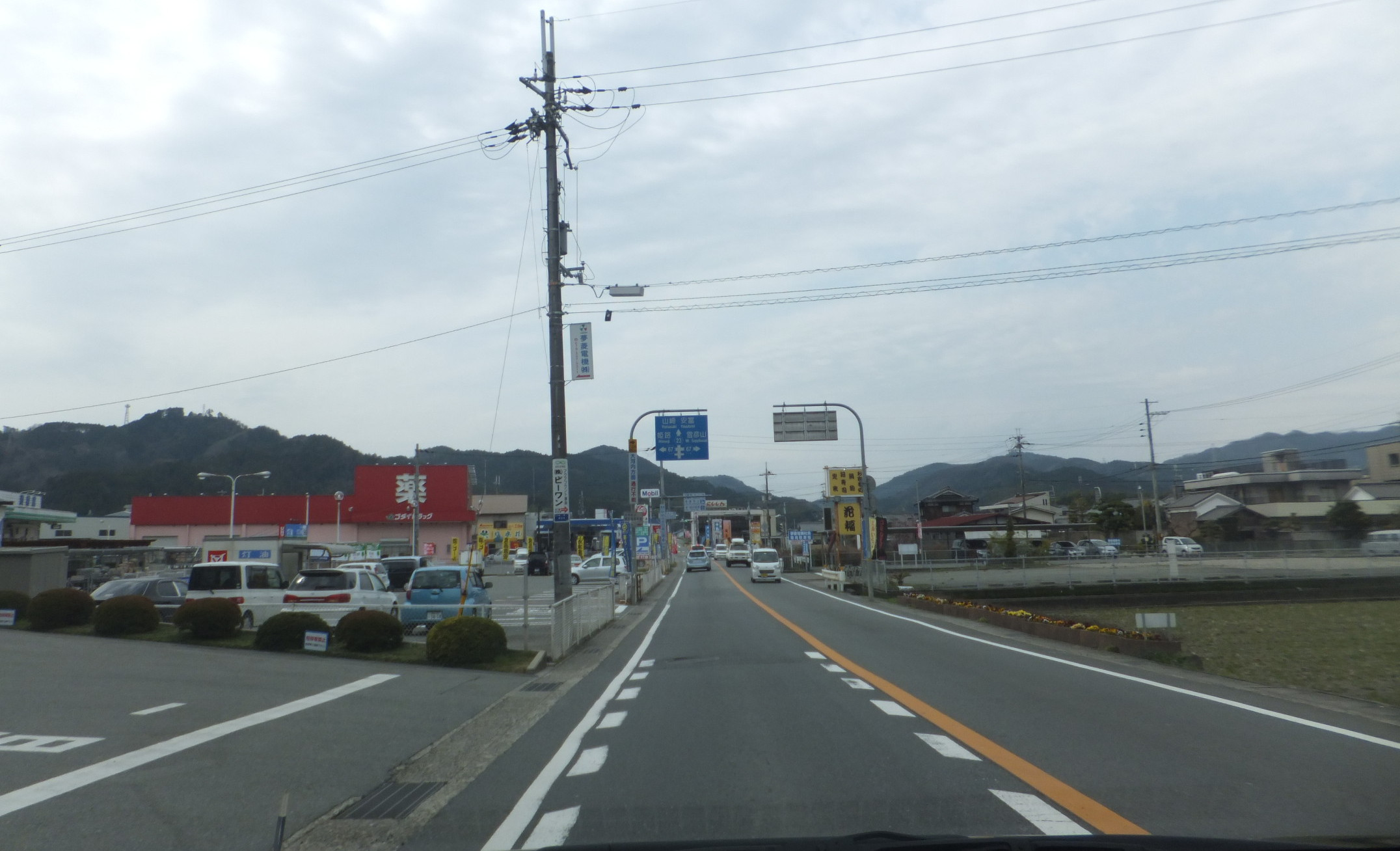
町内の東西を縦断する兵庫県道23号三木山崎線
前之庄で撮影

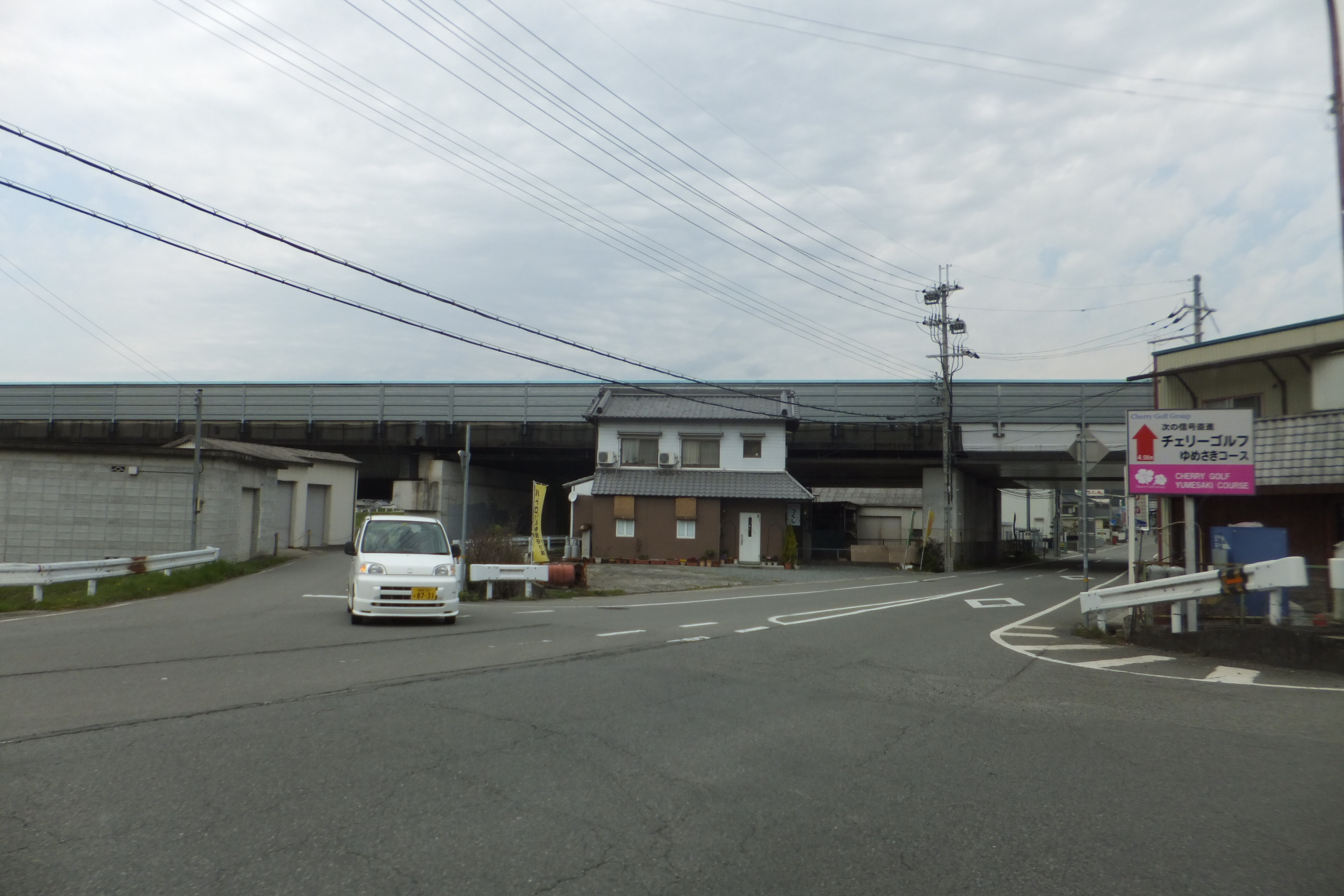
町内の南北を縦断する兵庫県道67号姫路大河内線

  - 兵庫県道23号三木山崎線（現・兵庫県道23号三木宍粟線）
  - 兵庫県道67号姫路大河内線（現・兵庫県道67号姫路神河線）
  - 兵庫県道80号山崎香寺線（現・兵庫県道80号宍粟香寺線）
  - 兵庫県道407号前之庄市川線
  - 兵庫県道411号山之内莇野姫路線
  - 兵庫県道413号護持下伊勢線
  - 兵庫県道504号雪彦山線
  - 兵庫県道519号菅生澗林田線

## 名所・旧跡・観光スポット・祭事・催事

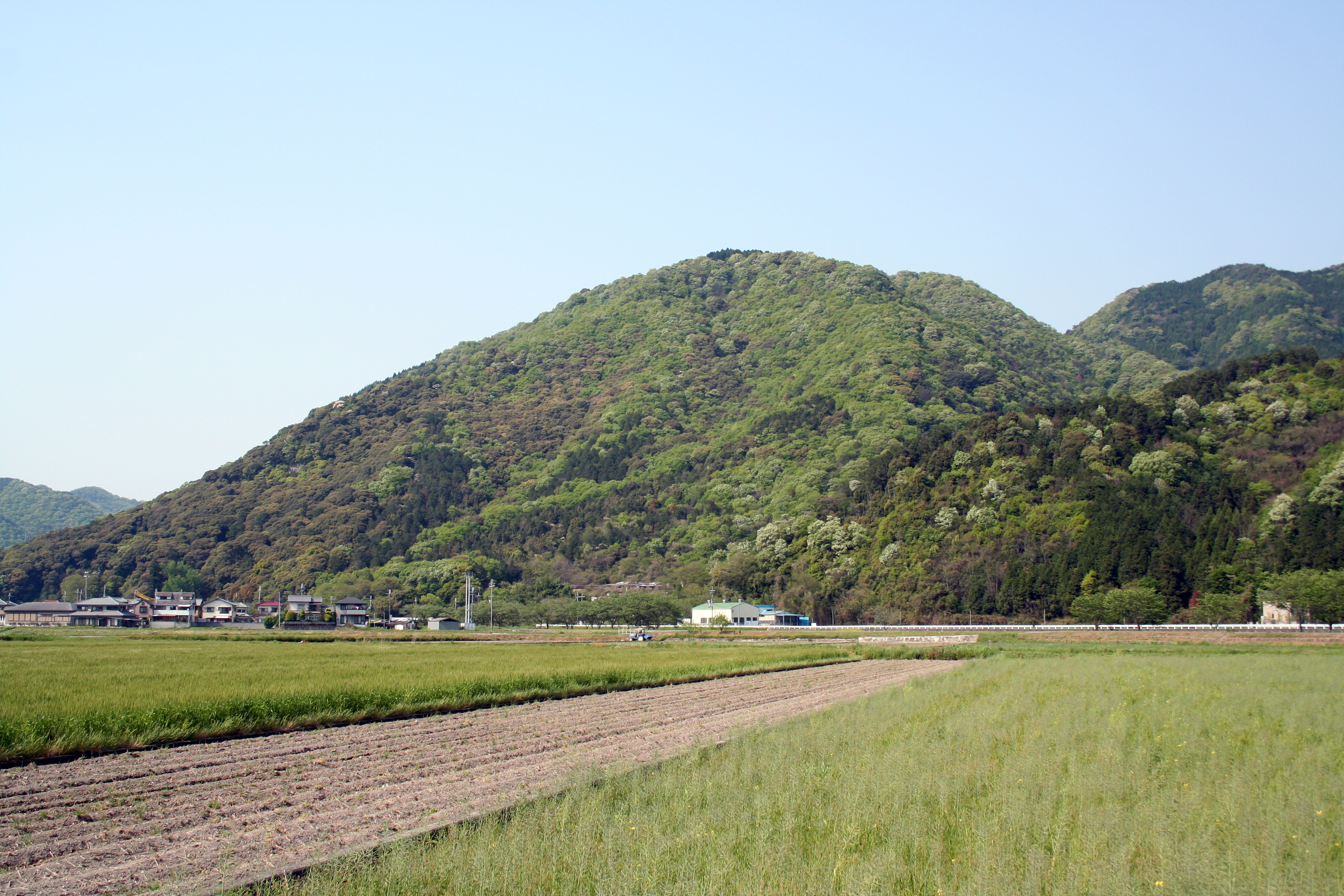
置塩城跡

古くから開けた塩田温泉など風光明媚な観光資源に恵まれ、重要文化財の本堂を含め多くの文化財を所蔵する弥勒寺、国の史跡の置塩城跡など貴重な歴史的文化遺産も数多く有している。
- 史跡
  - 置塩城跡 （国の史跡）
  - 上山古墳群
- 温泉
  - 塩田温泉
  - 雪彦温泉

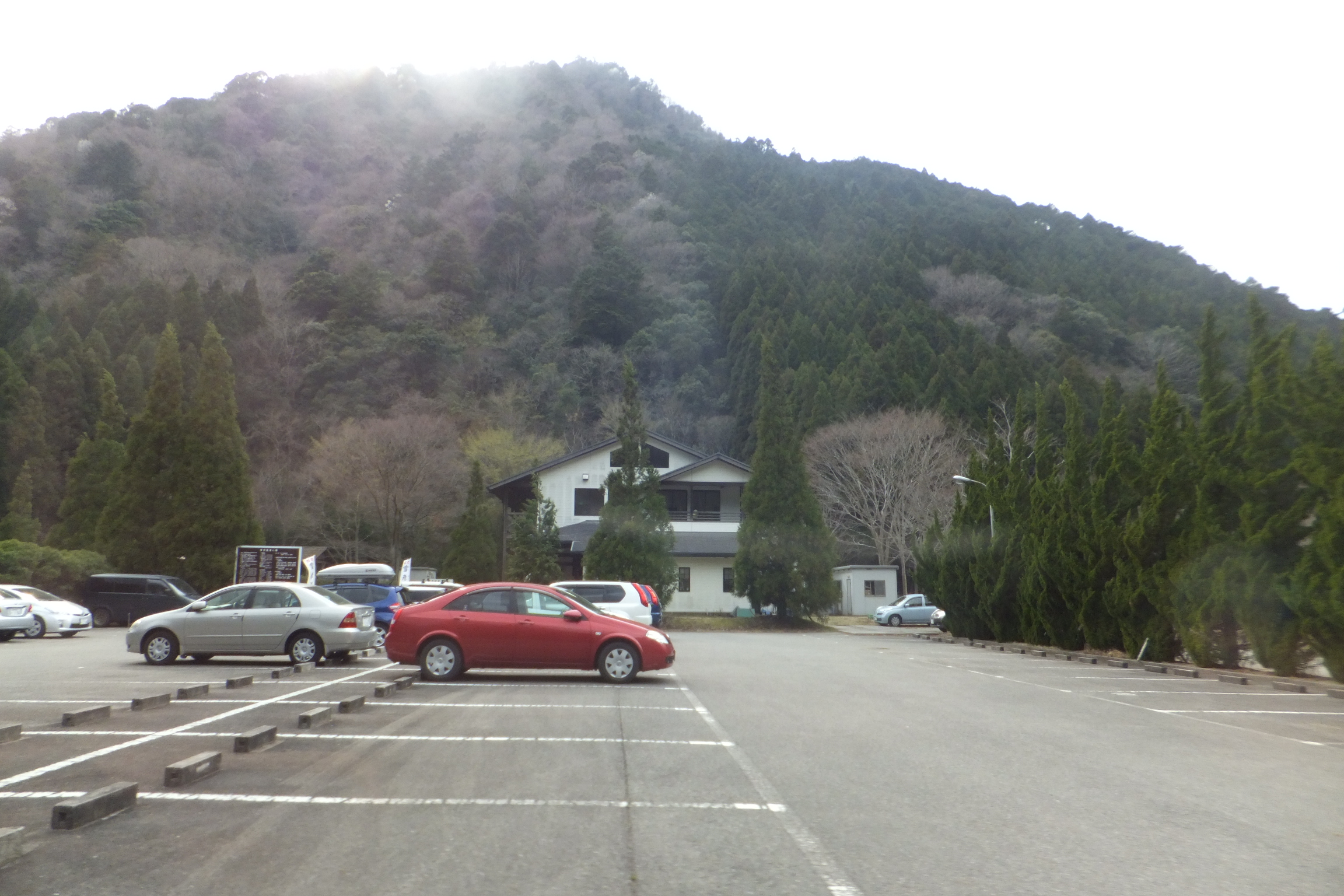
雪彦温泉
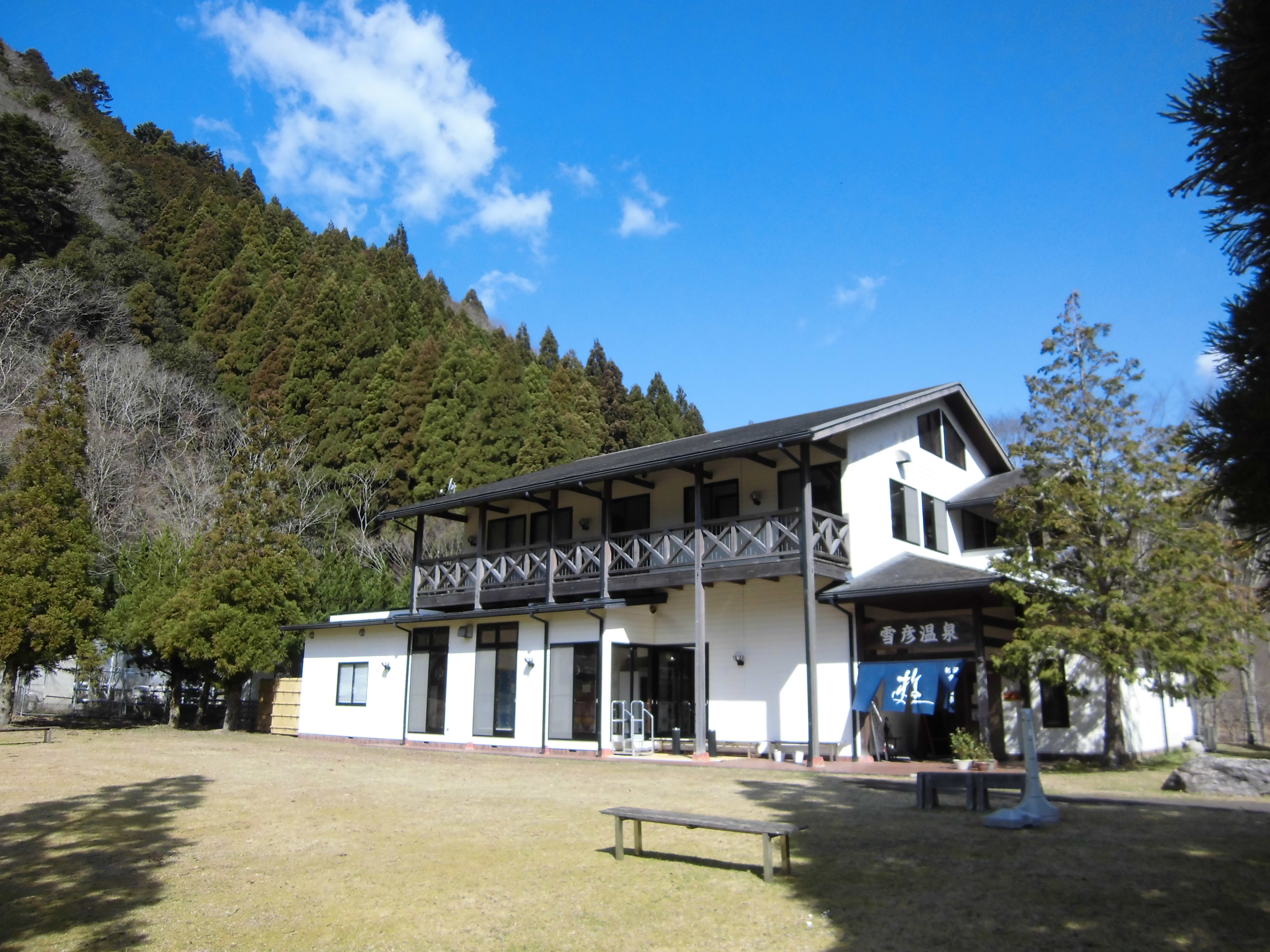
雪彦温泉

- 神社・仏閣
  - 通宝山 弥勒寺 夢前七福神 第1番札所（布袋尊）、（本堂、木造弥勒仏及両脇侍像は国の重要文化財）
  - 富田山 性海寺 播磨西国三十三箇所 第2番札所、夢前七福神 第7番札所（弁財天）
  - 雪彦山 満願寺 播磨西国三十三箇所 第13番札所
  - 一乗山 圓明寺 播州薬師霊場 第17番札所
  - 賀野神社
- 雪彦山
- 雪彦マラソン

## 出身有名人
- 清瀬一郎（政治家、元衆議院議長）
- 長岡千里（2006年のトリノ冬季オリンピックにボブスレーで出場）
- 田中幹保（バレーボール全日本代表／監督）
- 寺林峻（作家）
- 大道正男（陶芸家）
- 江口のりこ[5][6]（女優）